# Sphinx Peak
Der Sphinx Peak ist ein wuchtiger und rund 2500 m hoher Berggipfel im Norden des ostantarktischen Viktorialands. In den Destination-Nunatakkern ragt er 1,5 km südlich des Pyramid Peak auf.
Seinen Namen in Anlehnung an die ägyptische Sphinx erhielt er durch die Nordgruppe der New Zealand Federated Mountain Clubs Antarctic Expedition (1962–1963).